# アムレット・パレルミ
アムレット（アムレート）・パレルミ（Amleto Palermi、1889年7月11日 - 1941年4月20日）は、イタリアの映画監督。

## 作品
- ナポリのそよ風（原作）
- ポンペイ最後の日（監督）